# Rolf Kanies

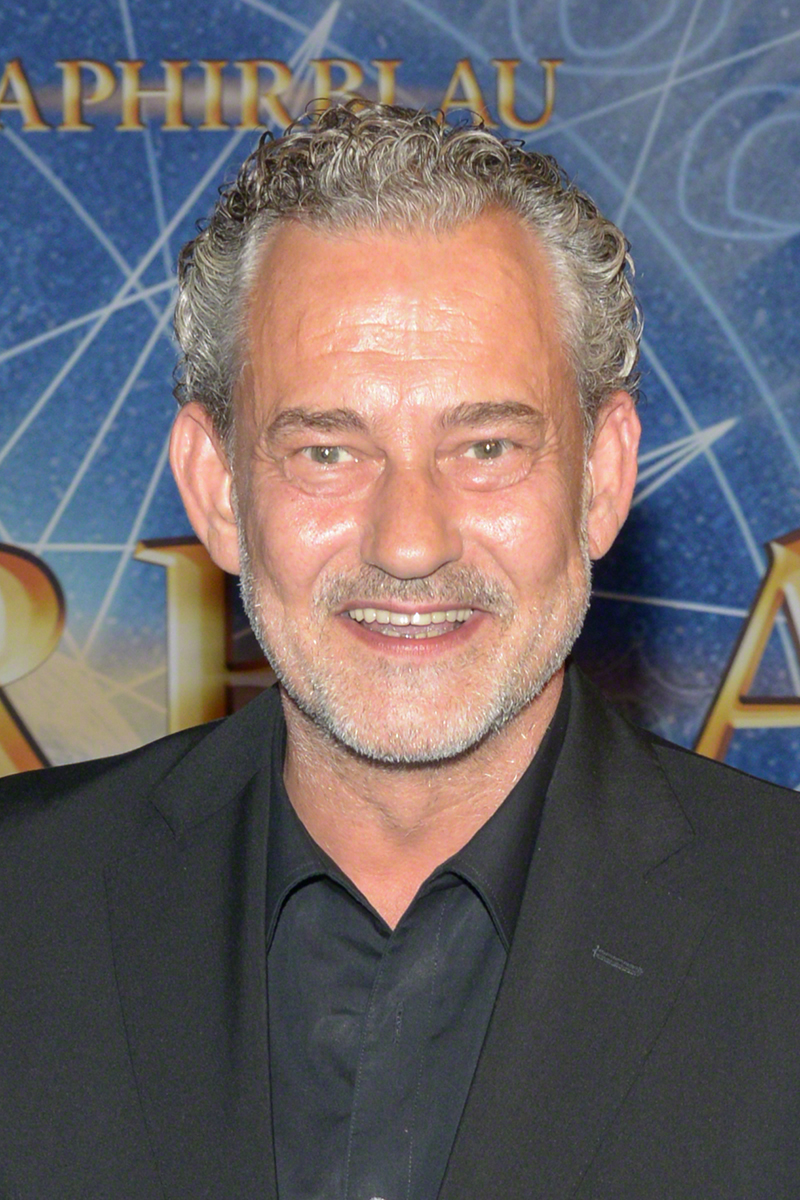
Rolf Kanies v roce 2014

Rolf Kanies (* 21. prosince 1957, Bielefeld) je německý filmový a televizní herec.

## Kariéra
Kanies začal hrát v roce 1990, hrál v mnoha různých německých televizních seriálech a v osmi celovečerních filmech. Ve filmech se ujal důležitých rolí a postav. Jako herec se nejvíce zapsal ve filmu Pád Třetí říše, kde hrál Hanse Krebse v posledních dnech Třetí říše.